# 蒂雷 (多姆山省)
蒂雷（法語：Thuret，法語發音：[tyʁɛ]）是法国多姆山省的一个市镇，属于里永区。

## 地理
蒂雷（45°58'8"N, 3°15'32"E）面积16.66 平方千米，位于法国奥弗涅-罗讷-阿尔卑斯大区多姆山省，该省份为法国中南部省份，北起阿列省接壤，东临卢瓦尔省，南至上盧瓦爾省和康塔爾省，西接科雷兹省和克勒兹省。
与蒂雷接壤的市镇（或旧市镇、城区）包括：圣安德烈勒科克、叙拉、萨尔东、欧比亚、比西埃和普兰、圣克莱芒德雷尼亚。

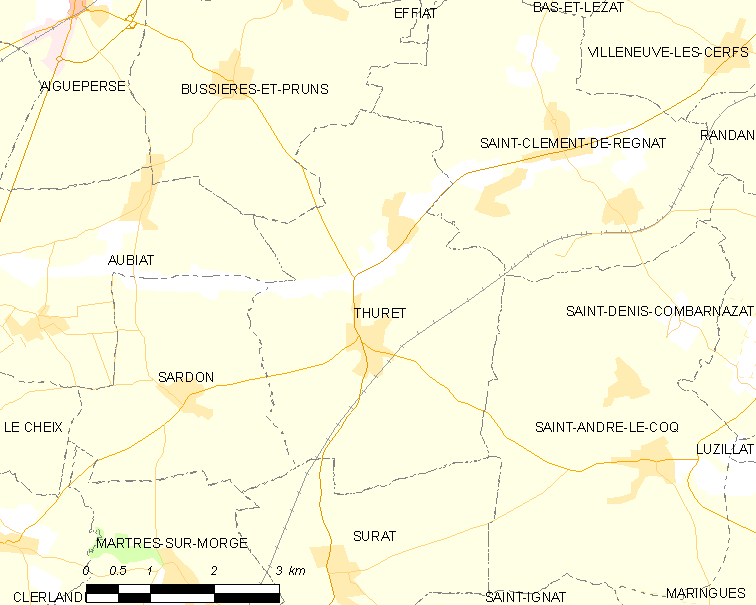
的OSM定位图

蒂雷的时区为UTC+01:00、UTC+02:00（夏令时）。

## 行政
蒂雷的邮政编码为63260，INSEE市镇编码为63432。

## 政治
蒂雷所属的省级选区为艾格佩斯县。

## 人口

1962-2008年间人口变化图示

蒂雷于2022年1月1日时的人口数量为924人。